# Malta Bend
Malta Bend – miasto w Stanach Zjednoczonych, w stanie Missouri, w hrabstwie Saline.